# 自由桥

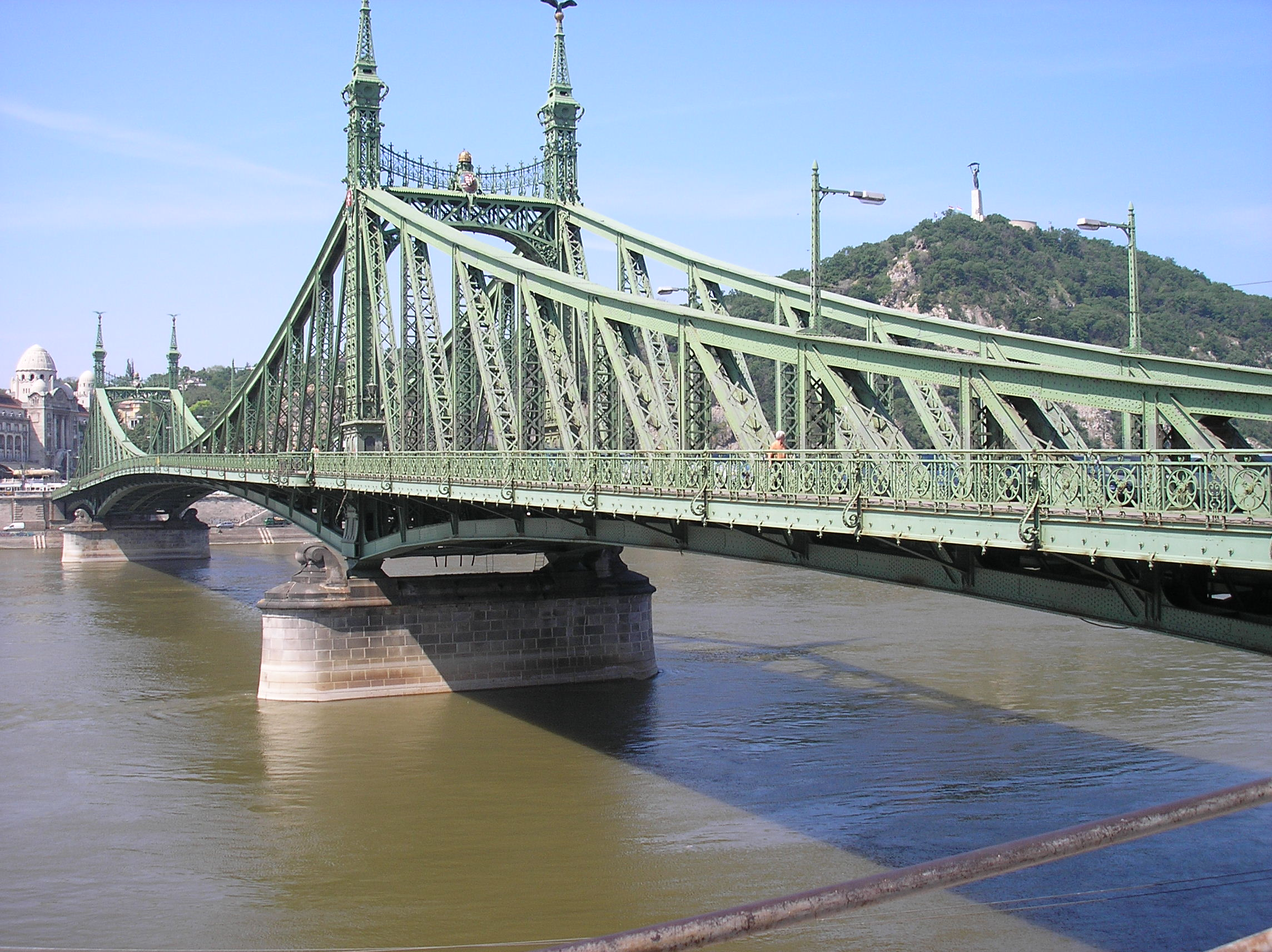
自由桥

自由桥（Szabadság híd）是匈牙利布达佩斯的一座大桥，位于市中心东南部，跨越多瑙河，连接佩斯和布达。
桥两端分别是：
- 盖勒特广场：在盖勒特山下，有盖勒特浴场和酒店
- Fővám 广场：有市场大厅和附近的布达佩斯经济大学。

这座桥建于1894年到1896年，采用当时认为最美观的仿链型桥梁。弗朗茨·约瑟夫一世出席了开幕仪式，并亲自安装了最后一个银铆钉。这座桥最初也是以这位皇帝命名。
桥长333.6米，宽20.1米。桥柱的顶端装饰着四个Turul铜像，那是古代匈牙利神话中类似猎鹰的鸟。
许多电车经过此桥，对汽车交通造成严重负担，因此有倡议，在布达佩斯地铁四号线完成后，将其改为人行桥。